# Elecciones federales de México de 2024 en Durango
En el marco del  Proceso Electoral Federal 2023-2024  se renovaron los cargos de:
- Presidente de la República: Jefe de Estado y de gobierno de los Estados Unidos Mexicanos, electo para un periodo de cinco años y diez meses sin posibilidad de reelección, que comenzará su gobierno el 1 de octubre de 2024 y finalizará el 30 de septiembre de 2030.[3] La presidenta electa es Claudia Sheinbaum Pardo.
- 3 Senadores por Durango: Miembros de la cámara alta del Congreso de la Unión, (dos correspondientes a la mayoría relativa y uno otorgado a la primera minoría), electos de manera directa, por un periodo de seis años con posibilidad de reelección para el periodo inmediato, que comenzará el 1 de septiembre de 2024.[3]
- 4 diputados federales por Durango: Miembros de la cámara baja del Congreso de la Unión que formarán parte, a partir del 1 de septiembre del 2024,[3] de la LXVI Legislatura del Congreso de la Unión de México.

## Presidente
| Titular                     | Partido | Electo                  | Partido |
| --------------------------- | ------- | ----------------------- | ------- |
| Andrés Manuel López Obrador |         | Claudia Sheinbaum Pardo |         |

### Resultados
Resultados de la elección presidencial
|  | 45.90 % |

|  | 58.44 % |

|  | 5.51 % |

|  | 7.02 % |

|  | 12.67 % |

|  | 32.13 % |

|  | 17.65 % |

|  | 1.79 % |

|  | 7.20 % |

|  | 0.08 % |

|  | 97.88 % |

|  | 2.12 % |

|  | 100.00 % |

|  | 61.04 % |

## Senadores
| Titular                         | Partido | Fórmula         | Electo                          | Partido |
| ------------------------------- | ------- | --------------- | ------------------------------- | ------- |
| Alejandro González Yáñez        |         | Primera Fórmula | Alejandro González Yáñez        |         |
| Lilia Margarita Valdez Martinez |         | Segunda Formula | Lilia Margarita Valdez Martinez |         |
| José Ramón Enríquez Herrera     |         | Primera Minoría | José Ramón Enríquez Herrera     |         |

### Resultados
|  | 30.49 % |

|  | 38.87 % |

|  | 00.03 % |

|  | 03.51 % |

|  | 100.00 % |

## Diputados
| Titular | Partido | Distrito | Electo                      | Partido |
| ------- | ------- | -------- | --------------------------- | ------- |
|         |         | I        | Martha Olivia García Vidaña |         |
|         |         | II       | Marina Vitela Rodríguez     |         |
|         |         | III      | Maribel Aguilera Cháirez    |         |
|         |         | IV       | Jorge Salum del Palacio     |         |

### Distrito I
|  | 28.67 % |

|  | 33.66 % |

|  | 00.05 % |

|  | 03.97 % |

|  | 100.00 % |